# Chontalpa

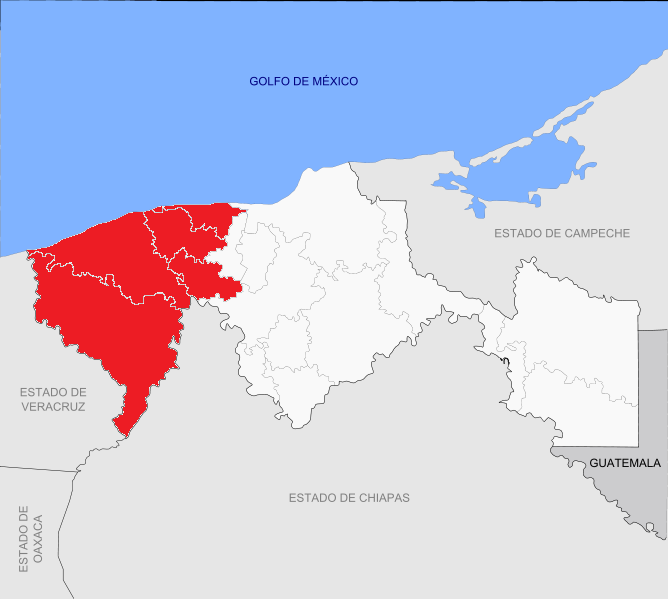
Região de Chontalpa em Tabasco, México

Chontalpa é uma área no estado de Tabasco, no México, que consiste em quatro municípios no noroeste do estado. É oficialmente uma sub-região do Grijalva, que é definida como terras dependentes do rio Grijalva e de águas superficiais relacionadas. Consiste nos municípios de Huimanguillo, Cárdenas, Comalcalco e Paraíso, com a sua capital como a cidade de Comalcalco.  É a segunda maior das sub-regiões de Tabasco com uma área de 7,482.12 km², representando 31,08% do estado. Chontalpa faz fronteira com o Golfo do México ao norte, o estado de Chiapas ao sul, o estado de Veracruz a oeste e os municípios de Centla, Centro (Villahermosa) e Jalpa de Méndez ao leste.
Como o resto de Tabasco, a região de Chontalpa é principalmente planalto de inundação com uma pequena área de terras altas ao longo da fronteira com Chiapas. A planície de inundação é baixa, com uma média de apenas dez metros acima do nível do mar, sendo que algumas regiões estão abaixo do nível do mar. As elevações geralmente não excedem os 40 metros, mas o mais alto é Mono Pelado, com 970 metros acima do nível do mar.